# Козіо-Вальтелліно
Козіо-Вальтелліно (італ. Cosio Valtellino) — муніципалітет в Італії, у регіоні Ломбардія, провінція Сондріо.
Козіо-Вальтелліно розташоване на відстані близько 530 км на північний захід від Рима, 80 км на північ від Мілана, 26 км на захід від Сондріо.
Населення — 5489 осіб (2014).
Щорічний фестиваль відбувається 7 грудня. Покровитель — святий Мартин.

## Демографія
Населення за роками:

Станом на 1 січня 2023 року в муніципалітеті офіційно проживало 387 іноземців з 48 країн, серед них 68 громадян країн Євросоюзу та 14 громадян України.

## Сусідні муніципалітети
- Бема
- Черчино
- Мантелло
- Морбеньо
- Разура
- Роголо
- Траона